# Очиток Борисової
Очиток Борисової (Sedum borissovae) — вид квіткових рослин з родини товстолистових (Crassulaceae).

## Біоморфологічна характеристика
Це багаторічна трав'яна рослина 7–12 см заввишки. Листки подовжено-овальні (довжина їх у 2 рази перевищує ширину), на поверхні із сосочками, блакитно-зелені.

## Поширення
Поширення: Румунія, Україна.
В Україні вид росте yа гранітно-гнейсових схилах — у Кіровоградській та Дніпропетровській областях, зрідка